# Rashid Yekini
Rashid Yekini ou Rashidi Yekini (Kaduna, 23 de outubro de 1963 — Ibadan, 4 de maio de 2012) foi um futebolista nigeriano. É o maior artilheiro da história da Seleção Nigeriana de Futebol.

## Carreira
Yekini começou sua carreira em 1981, no UNTL Kaduna, da sua cidade natal. Depois de mais duas temporadas atuando em seu país, mudou-se para a Costa do Marfim, onde representou o Africa Sports.
Jogou pela equipe marfinense até 1990, quando o Vitória de Setúbal contratou o atacante, que faria história no time português. Ele veio referenciado como um jogador possante e um verdadeiro homem de área. Prova disso são seus 90 gols em 114 partidas entre 1990 e 1994. Saiu do Vitória neste último ano e foi para a Grécia defender o Olympiakos. Mas essa passagem não rendeu o esperado para Yekini, que atuou somente quatro vezes.
A carreira de Yekini entrou em declínio depois dele ter deixado a Grécia. Recepcionado com status de jogador da Seleção Nigeriana de Futebol pela torcida do Sporting Gijón, marcou três gols em 14 partidas. Voltou ao VItória de Setúbal em 1997, repetindo o desempenho no Gijón.
Yekini retomou seu faro de artilheiro no Zürich da Suíça, quando marcou 14 gols em 29 partidas.

## Retorno à África
Depois de sete temporadas no futebol europeu, Yekini retornou ao continente africano, mais precisamente para a Tunísia, onde representou o Bizerte durante uma temporada. Ainda faria uma curta experiência no Al-Shabab da Arábia Saudita antes de voltar definitivamente à África, onde defenderia novamente o Africa Sports.
O "Deus Negro", como Yekini foi apelidado pela torcida do Vitória de Setúbal, retornou à Nigéria em 2002, defendendo o Julius Berger por uma temporada. Após um ano parado, voltou aos gramados em 2005, para encerrar a carreira no Gateway.

## Carreira internacional
Yekini jogou na Seleção Nigeriana entre 1984 e 1998. Foi dele o primeiro gol nigeriano em Copas, cuja comemoração resultou num dos momentos mais marcantes do torneio, ao chorar dentro do gol búlgaro. No mesmo ano, conquistou a Copa Africana de Nações, sendo inclusive o artilheiro, com cinco gols, e levando o prêmio de melhor jogador.
Antes, ele havia participado das Olimpíadas de 1988, realizadas em Seul, marcando um gol contra a Iugoslávia, e da Copa Africana de Nações de 1992. Sua última competição com as Super Águias foi a Copa de 1998. Despediu-se da Seleção após a partida contra a Dinamarca, que venceu por 4 a 1.

## Títulos

### Como jogador
Africa Sports
- Copa da Costa do Marfim: 1989 e 2002
- Campeonato Marfinense: 1989

Seleção Nigeriana
- Copa Africana de Nações: 1994

## Morte
Yekini faleceu no dia 4 de maio de 2012, vitimado por uma longa enfermidade.
Em 2011, notícias divulgaram que o ex-atacante estava muito doente. Também foi noticiado de que Yekini sofria de transtorno bipolar, depressão e outro problema neurológico não divulgado. A morte de Yekini foi confirmada por dois ex-companheiros de seleção: o meia Mutiu Adepoju e o goleiro Ike Shorunmu.
Yekini era muçulmano (maioria entre a população nigeriana) e vivia sozinho em Ibadan, apesar de ter três mulheres e três crianças.